# Феолепт I Константинопольський
Феолепт I — Вселенський патріарх у 1513–1522 роках.

## Біографічні дані
Він походив з Криту чи Епіру. Його духовний отець Пахомій І допоміг йому стати митрополитом Янінським. Після смерті Пахомія, приблизно в середині 1513 року, Феолепт поїхав до Адріанополя, де проживав султан Селім I, і заплатив йому грошовий внесок у розмірі 4000 флоринів, за допомогою якого він отримав патріаршу грамоту, до його законного обрання Святим Синодом.
Він організував роботу митрополитів Адріанопольського і Самоського. Особливо він піклувався про допомогу церквам Дунайського регіону, а також Руській Церкві. Він відправив до Русі митрополита Григорія Іоанінського разом з монахами Пантелеймонівського монастиря та Максимом Греком, які зібрали кошти та переклали багато книг.
Під час його патріархату велася Османсько-мамлюцька війна (1516–1517), в результаті якої до Османської імперії були приєднані Сирія, Палестина та Єгипет. Таким чином Александрійський, Антіохійський та Єрусалимський патріархати також опинилися в межах османської території, яка зберегла свою давню автономію, але де-факто опинилися під впливом Константинопольського патріарха, який був близьким до султана і, по суті, політичним представником усіх християн імперії за системою міллету. Використовуючи, наприклад, свої особисті стосунки з султаном Селімом I, Феолепту вдалося запобігти захопленню паломництв до Гробу Господнього в 1517 році, після вигнання мамлюків з Єрусалиму. Цей вплив Вселенського Патріархату зберігався і посилювався протягом наступних століть, особливо у виборах Патріархів.
У 1520 році Феолепт врятував християн Стамбулу від насильницького навернення в іслам, яке запланував Селім. У той період усі християнські кам'яні церкви були конфісковані, за винятком Паммакарістос і Мукліо, і було дозволено будувати церкви лише з дерев'яними дахами. Зрештою, він чинив опір діям Папи на Криті та Валахії.
У 1522 році, після смерті Селіма, Феолепта звинуватили в аморальному приватному житті . Був скинутий і наказаний судитися синодальним судом, але не встиг він постати перед судом, як раптово помер. Його поховали біля храму Паммакарістоса, біля гробниці його попередника Пахомія.